# Betanços

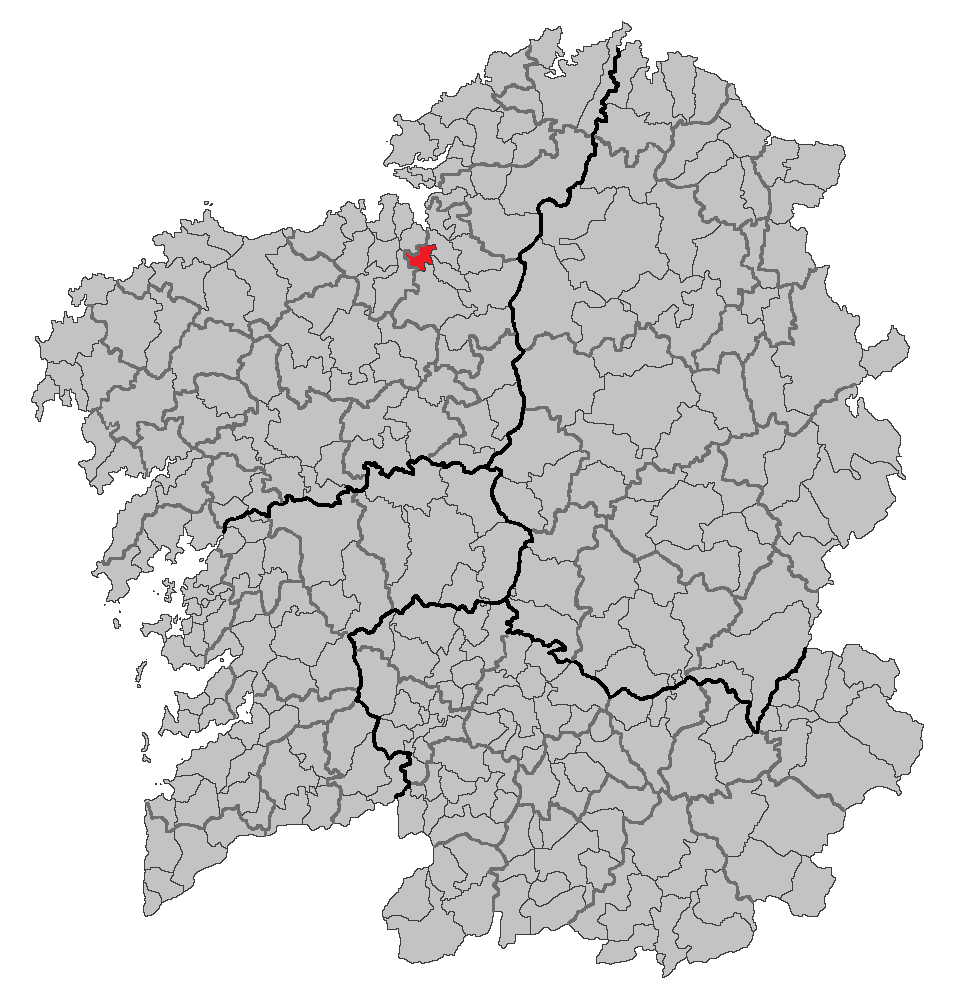
Localização de Betanços

Betanços (Betanzos) é um município da Espanha na província 
da Corunha, 
comunidade autónoma da Galiza, de área 24,3 km² com 
população de 13328 habitantes (2007) e densidade populacional de 548,48 hab./km².

## Demografia
| Variação demográfica do município entre 1991 e 2007 | Variação demográfica do município entre 1991 e 2007 | Variação demográfica do município entre 1991 e 2007 | Variação demográfica do município entre 1991 e 2007 | Variação demográfica do município entre 1991 e 2007 |
| --------------------------------------------------- | --------------------------------------------------- | --------------------------------------------------- | --------------------------------------------------- | --------------------------------------------------- |
| 1991                                                | 1996                                                | 2001                                                | 2004                                                | 2007                                                |
| 11930                                               | 12299                                               | 12510                                               | 12990                                               | 13328                                               |